# Гарифуллин, Бари Гарифуллович
Бари Гарифуллович Гарифуллин (10 мая 1907 — 2003) — советский работник сельского хозяйства, механизатор-комбайнер, Герой Социалистического Труда.

## Биография
Родился 10 мая 1907 года в селе Бурундуки Ивановской волости Свияжского уезда Казанской губернии, ныне Кайбицкого района Татарстана в крестьянской многодетной семье. Когда Бари было 11 лет — умер его отец, в связи с этим мальчику пришлось трудиться, чтобы помогать семье.
Окончил начальную школу, уехал на Урал, где жил с 1927 по 1929 годы. В 1929—1931 годах служил в Красной Армии. После службы вернулся в родное село и вступил в местный колхоз. Окончив курсы механизаторов, стал комбайнером.
Во время Великой Отечественной войны находился на фронте, воевал в 89-м отдельном моторизованном понтонно-мостовом Верхнеднепровском батальоне. За отличную службу был награждён знаком «Отличный понтонер». В конце войны, под Варшавой, был тяжело ранен и демобилизован.
Вернувшись домой, продолжил работу в колхозе им. Куйбышева Кайбицкого района. Работал ударно, показывая высокую производительность. В 1951 году за 25 календарных дней жатвы на устаревшем комбайне «Коммунар» намолотил 6249 центнеров зерна, за что был награждён званием Героя Социалистического Труда. До 1962 года работал Бари механизатором колхоза им. Фрунзе Апастовского района, после чего вышел на заслуженный отдых.
Кроме основной работы, занимался общественной деятельностью — избирался депутатом Верховного Совета Татарской АССР (1952—1959), был членом Татарского облсовпрофа, многократно награждался почетными грамотами райкома и Татарского обкома партии.
Умер 21 декабря 2003 года. В Главном архивном управлении при Кабинете министров РТ имеются документы, относящиеся к Б. Г. Гарифуллину.

## Награды
- В 1952 году Б. Г. Гарифуллину было присвоено звание Героя Социалистического Труда с вручением ордена Ленина (за высокие результаты на уборке и обмолоте хлебов).
- Также награждён орденом Отечественной войны I степени и многими медалями, среди которых медаль «За отвагу».